# László Kiss
László Kiss (Taszár, 12 maart 1956) is een Hongaars voetbalcoach en voormalig voetballer.

## Carrière
Kiss kwam tijdens zijn spelerscarrière uit voor Pécsi SC, Kaposvári Rákóczi, Vasas SC, Montpellier HSC, MTK Boedapest, Erzsébeti Spartacus, Veszprémi LC en BVSC Boedapest. Hij speelde ook 33 interlands voor Hongarije, waarin hij 11 keer scoorde. Kiss nam met Hongarije deel aan het WK 1982 en scoorde daar een hattrick tegen El Salvador. Hij werd hierdoor de eerste voetballer ooit die als invaller een hattrick scoorde op een wereldkampioenschap.